# Међународна гимнастичка федерација
Међународна гимнастичка федерација (фр. Fédération Internationale de Gymnastique, FIG, енгл. International Gymnastics Federation, IGF) светско је управљачко тело за такмичарску гимнастику. Седиште се налази у Лозани, Швајцарска. Успостављена је 23. јула 1881. године у Лијежу, Белгија, што је чини најстаријом међународном спортском организацијом на свету.
Првобитно име организације било је Европска гимнастичка федерација, а чинили су је Холандија, Белгија и Француска. Године 1921. се придружују и нееверопске државе па се име променило у садашње.
Међународна гимнастичка федерација управља са седам гиманстичких дисциплина: спортска гимнастика (која се даље дели на мушку и женску спортску гимнастику), ритмичка гимнастика, аеробна гимнастика, акробатска гимнастика, трамболина и тумбање. Поред тога, федерација је одговорна за утврђивање старосне способности гимнастичара за учешће на олимпијским играма.
Након Руске инвазије на Украјину 2022, FIG је забранила учешће руских спортиста и званичника укључујући судије. Такође је саопштено да су „сви догађаји FIG Светског купа и Светског купа изазова који су планирани да се одрже у Русији… отказани, а ниједан други FIG догађај неће бити додељен Русији… до даљег”. FIG је такође забранила руску заставу на својим догађајима.

## Организација
Главни органи управљања федерацијом су председник и потпредседници, Конгрес који се одржава сваке две године, Извршни комитет, Савет и технички комитети за сваку од дисциплина.
Према подацима из 2019. године, било је 148 националних федерација повезаних са FIG, од којих је једна суспендована, као и једна придружена федерација, једна привремена федерација и следећих пет континенталних савеза:
- Европска унија гимнастике (UEG)[7][8]
- Пан-америчка гимнастичка унија (PAGU)
- Азијска гимнастичка унија (AGU)
- Афричка гимнастичка унија (UAG)
- Гимнастичка унија Океаније (OGU)

У свим дисциплинама, учешће на догађајима које је одобрила FIG прелази 30.000 спортиста, од којих су око 70% жене.

### Председници и њихови мандати у FIG
| Период       | Име               | Држава                   |
| ------------ | ----------------- | ------------------------ |
| 1881–1924    | Никола Куперус    | Белгија                  |
| 1924–1933    | Шарлс Казале      | Француска                |
| 1933–1946    | Адам Замојски     | Poland                   |
| 1946–1956    | Гоблет д’Алвеила  | Белгија                  |
| 1956–1966    | Шарлс Тоени       | Швајцарска               |
| 1966–1976    | Артур Гандер      | Швајцарска               |
| 1976–1996    | Јури Титов        | Совјетски Савез · Русија |
| 1996–2016    | Бруно Гранди      | Италија                  |
| Јануар 2017– | Моринари Ватанабе | Јапан                    |

Моринари Ватанабе је изабрани председник организације од 2017.

## Такмичења
Према техничким прописима Међународне гимнастичке федерације, такмичења која званично организује FIG су:
- Светско првенство у гимнастици
  - Светско првенство у уметничкој гимнастици
  - Светско првенство у ритмичкој гимнастици
  - Светско првенство у трамполини и тумбању
  - Светско првенство у аеробној гимнастици
  - Светско првенство у акробатској гимнастици
  - Светско првенство у паркуру
- Серија Светског купа
  - Светско првенство у уметничкој гимнастици
  - Светско првенство у ритмичкој гимнастици
  - Светско првенство у трамполини
  - Светско првенство у акробатској гимнастици
  - Светски куп у аеробној гимнастици
  - Светско првенство у паркоуру
- Серија Светског Челенџ купа
  - Светски изазов у уметничкој гимнастици
  - Светски изазов у ритмичкој гимнастици

Остала званична такмичења FIG укључују:
- Олимпијске игре
- Олимпијске игре младих
- Светске игре
- Јуниорско светско првенство у гимнастици
  - Светско јуниорско првенство у уметничкој гимнастици
  - Јуниорско Светско првенство у ритмичкој гимнастици
- Светска такмичења у старосним групама

Непостојећи догађаји које је раније организовала и санкционисала FIG:
- Првенство четири континента у гимнастици[12][13]
- Светско првенство у акробатској гимнастици за јуниоре[14][15]
- Пробни догађаји на Олимпијским играма[16][17]

## Правила о узрасту
FIG регулише узраст у ком је гимнастичарима дозвољено да учествују у сениорским такмичењима. Сврха је заштита младих гимнастичара. Ово је изазвало одређене контроверзе, а било је и случајева фалсификовања старости.